# Apatania nigra
Apatania nigra är en nattsländeart som först beskrevs av Walker 1852.  Apatania nigra ingår i släktet Apatania och familjen Apataniidae. Inga underarter finns listade i Catalogue of Life.